# Síndrome da unha amarela
A síndrome da unha amarela (também conhecida como "linfedema primário associado com unhas amarelas e efusão pleural":849) é uma síndrome médica muito rara que inclui efusão pleural, linfoedema e unhas amarelas distrófica. Aproximadamente 40% dos portadores terão também bronquiectasia. É também associada à sinusite crônica e à tosse persistente. Habitualmente afeta adultos.:665
O tratamento normal para o inchaço e quaisquer problemas respiratórios é conveniente. A suplementação nutricional com vitamina E em alguns estudos têm mostrado ser efetiva em controlar mudanças na unha.
Reafirmando, a síndrome da unha amarela é caracterizada por um espessamento acentuado das unhas e sua descoloração, que vai do amarelo para o amarelo-verde, frequentemente associada com uma doença sistêmica, mais frequentemente linfedema e respiração comprometida. :792
Embora a doença tenha um número OMIM, tem sido sugerido que esta possa não ter uma vinculação genética.